# Aria (elemento)

Simbolo alchemico dell'aria.

L'aria è un elemento al quale sono state spesso attribuite le proprietà dello spirito e della purezza. La sua importanza, per numerose tradizioni di pensiero, consisteva nel permettere di respirare e quindi, consentendo la vita, nell'infondere l'anima.
Per tali sue qualità, oltre che per l'assonanza etimologica, poteva talora assumere lo stesso significato di «etere» (dal greco aether), oppure di «aura», intesa come emanazione peculiare di luoghi o persone.

## Proprietà spirituali e alchemiche
(Francesco d'Assisi, Cantico delle creature, vv. 12-14)
L'aria, considerata sostanzialmente sinonimo di vento, è il terzo dei quattro elementi fondamentali secondo le cosmogonie occidentali e le tradizioni sapienziali dell'antichità. Era comunemente ritenuta sinonimo di fantasia, immaginazione, spiritualità, oltre a possedere i seguenti attributi:
- la qualità dell'umido e del caldo, che la contrappongono alla terra secca e fredda;
- il punto cardinale Est;
- il genere maschile.[6]

In alchimia l'aria è associata al triangolo e al numero 3, in quanto mediatrice tra il fuoco e l'acqua, punto di equilibrio tra principi contrapposti e quindi simbolo di neutralità tra attivo e passivo, positivo e negativo. Principio metaforico di elevazione, l'aria secondo gli alchimisti consente di dar luogo allo zolfo dei filosofi se abbinata al fuoco, oppure al mercurio se abbinata all'acqua.
L'essere elementale invocato nelle trasmutazioni alchemiche in tal caso è la Silfide, che opera nel corrispettivo etereo di questo elemento: l'etere-luce, ossia la sostanza attributo del Sole, da cui anticamente secondo la tradizione antroposofica deriverebbe l'aria, generatore della luminosità che crea le dimensioni triangolari della distanza e dello spazio.
Il termine aria è associato del resto, nelle varie lingue indoeuropee, al vento, alla luce, al cielo, e ai colori luminosi quale il giallo.
Come fuoco, acqua e terra, l'aria è inoltre uno dei quattro elementi in cui è suddiviso lo Zodiaco; i segni d'aria, in particolare, comprendono Gemelli, Bilancia e Acquario.
Negli arcani minori dei Tarocchi l'aria corrisponde al seme di spade. Tra i quattro umori governa il sangue, e fra i temperamenti predomina nel sanguigno.

### Tradizione greca e romana
Gli antichi greci utilizzavano due parole diverse col significato di "aria": aer, che indicava gli strati più bassi e oscuri dell'atmosfera; ed aether, che significava invece l'atmosfera luminosa in alto situata sopra le nuvole. Platone, ad esempio, scriveva che «Così è l'aria: vi sono le varietà più brillanti che chiamiamo etere, quelle più sporche che noi chiamiamo nebbia e tenebre, e altri tipi per i quali non abbiamo alcun nome...».

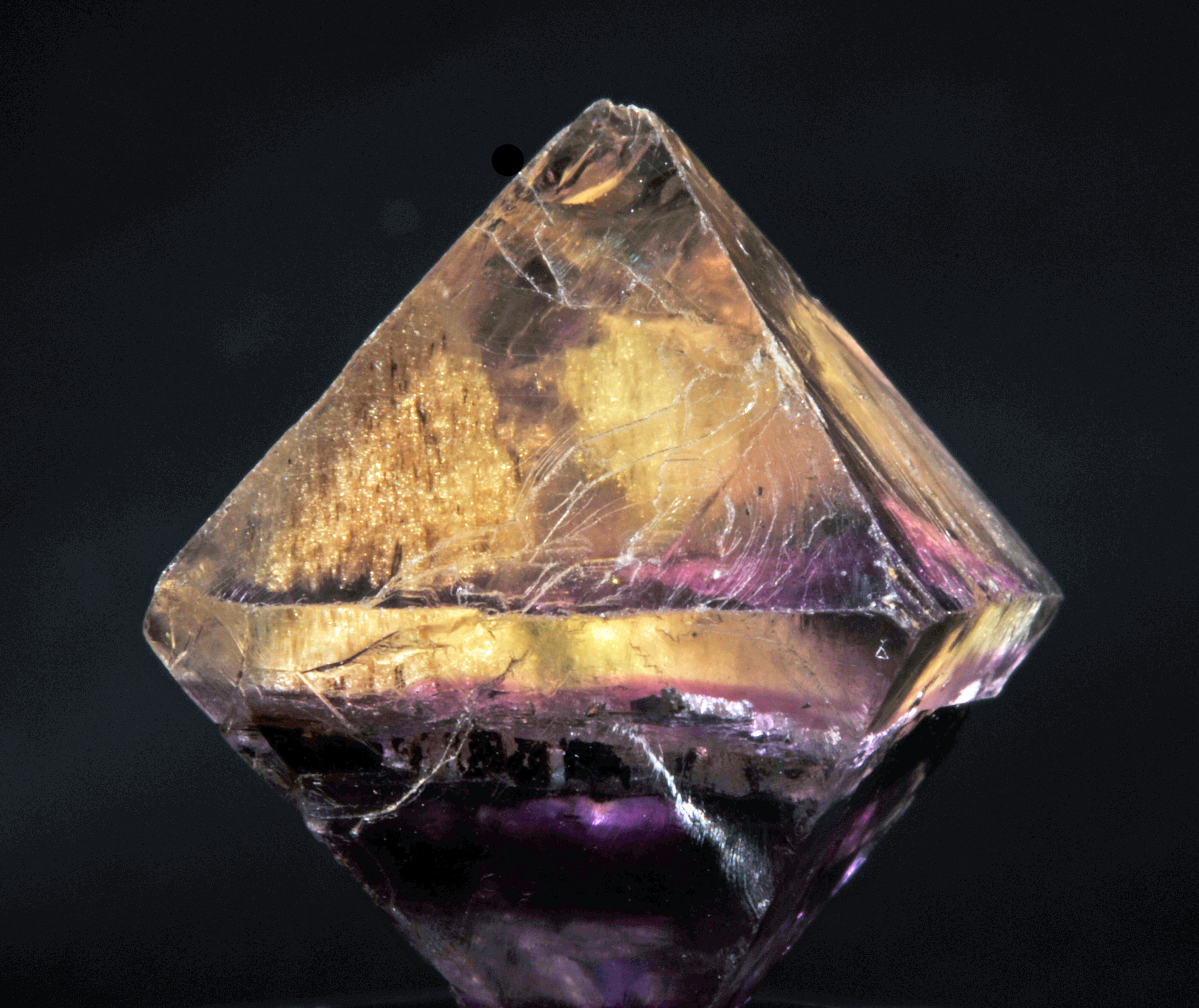
Un ottaedro, solido platonico che rappresenta l'aria

I filosofi greci individuarono nell'aria uno degli archè (o origine) del cosmo, cioè una delle diverse soluzioni proposte dai presocratici per cercare di ricondurre a un'unica sostanza i mutamenti della natura. In particolare Anassimene di Mileto (586 a.C. - 528 a.C.) identificava il principio della realtà nell'ànemos, il soffio vitale. L'aria per lui è infinita, immensa e sempre in movimento; non necessita di un supporto a differenza dell'acqua, ed è essenziale per la vita. Egli inoltre ipotizzava che le trasformazioni qualitative della natura avessero origine nei processi di condensazione e rarefazione dell'aria: questa salendo diviene calda e rarefatta, fino a trasformarsi in fuoco, viceversa raffreddandosi e condensandosi diventa acqua, infine terra e roccia.
Con Empedocle di Agrigento (495 - 435 a.C.), l'aria divenne uno dei quattro elementi classici della filosofia greca, insieme alla terra, al fuoco, e all'acqua. Empedocle li chiamava "radici".
Platone (427 - 347 a.C.) accolse nella sua filosofia la dottrina dei quattro elementi di Empedocle. Nel Timeo, il suo più importante dialogo cosmologico, il solido platonico associato all'aria è l'ottaedro, che è formato da otto triangoli equilateri. Egli collocava l'aria tra il fuoco (costituito da quattro lati triangolari) e l'acqua (rappresentata da venti facce triangolari), caratteristica che Platone considerava appropriata alla sua natura, poiché l'aria gli sembrava avere una funzione intermedia per la sua mobilità, la sua nitidezza, e la sua capacità di penetrare i corpi. Secondo Platone, inoltre, i minuscoli componenti dell'aria sono così lisci che a malapena si poteva riuscire ad avvertirli.
Allievo di Platone fu Aristotele (384 - 322 a.C.), il quale ha fornito una diversa spiegazione per i quattro elementi, basata su coppie complementari. Egli li dispose concentricamente intorno al centro dell'universo, a formare il mondo sublunare. Secondo Aristotele, l'aria è sia calda che umida, e fra le sfere elementali occupa un posto intermedio fra il fuoco e l'acqua. Ai suoi antipodi sta la terra. Con Aristotele l'aria viene radicalmente separata dall'etere; egli considerava l'etere una sostanza quasi divina, un elemento immutabile che si trova solo in cielo, dove contribuisce a formare le sfere celesti.